# موسیدان
موسیدان (به فرانسوی: Mussidan) یک کمون در دپارتمان دوردونی در نوول-آکیتن در جنوب غربی فرانسه است.

## روابط بین‌المللی
- با وودبریج، سافک، انگلستان.
- ویژی، فرانسه؛ از ۱۹۹۰